# Igor Perzić
Igor Perzić (ur. 25 marca 1989 w Belgradzie) – serbski wioślarz.

## Osiągnięcia
- Mistrzostwa Świata Juniorów – Pekin 2007 – dwójka podwójna – 6. miejsce[1].
- Mistrzostwa Świata U-23 – Račice 2009 – czwórka bez sternika – 9. miejsce[1].
- Mistrzostwa Europy – Brześć 2009 – czwórka bez sternika – 7. miejsce[1].